# Évariste Galois
Évariste Galois (Bourg-la-Reine, 25 de outubro de 1811 – Paris, 31 de maio de 1832) foi um matemático francês.
Ao determinar a condição necessária e suficiente para que um polinômio pudesse ser resolvido por raízes, não só resolveu um antigo problema em aberto, como criou um domínio inteiramente novo da álgebra abstrata: a teoria dos grupos. Morreu num duelo com a idade de 20 anos. Tendo crescido durante um período de grande agitação social e política, colocou-se, repetidamente, no centro de controvérsias, o que não apenas o afastou de sua brilhante carreira, como também acabou por levá-lo a uma morte prematura.

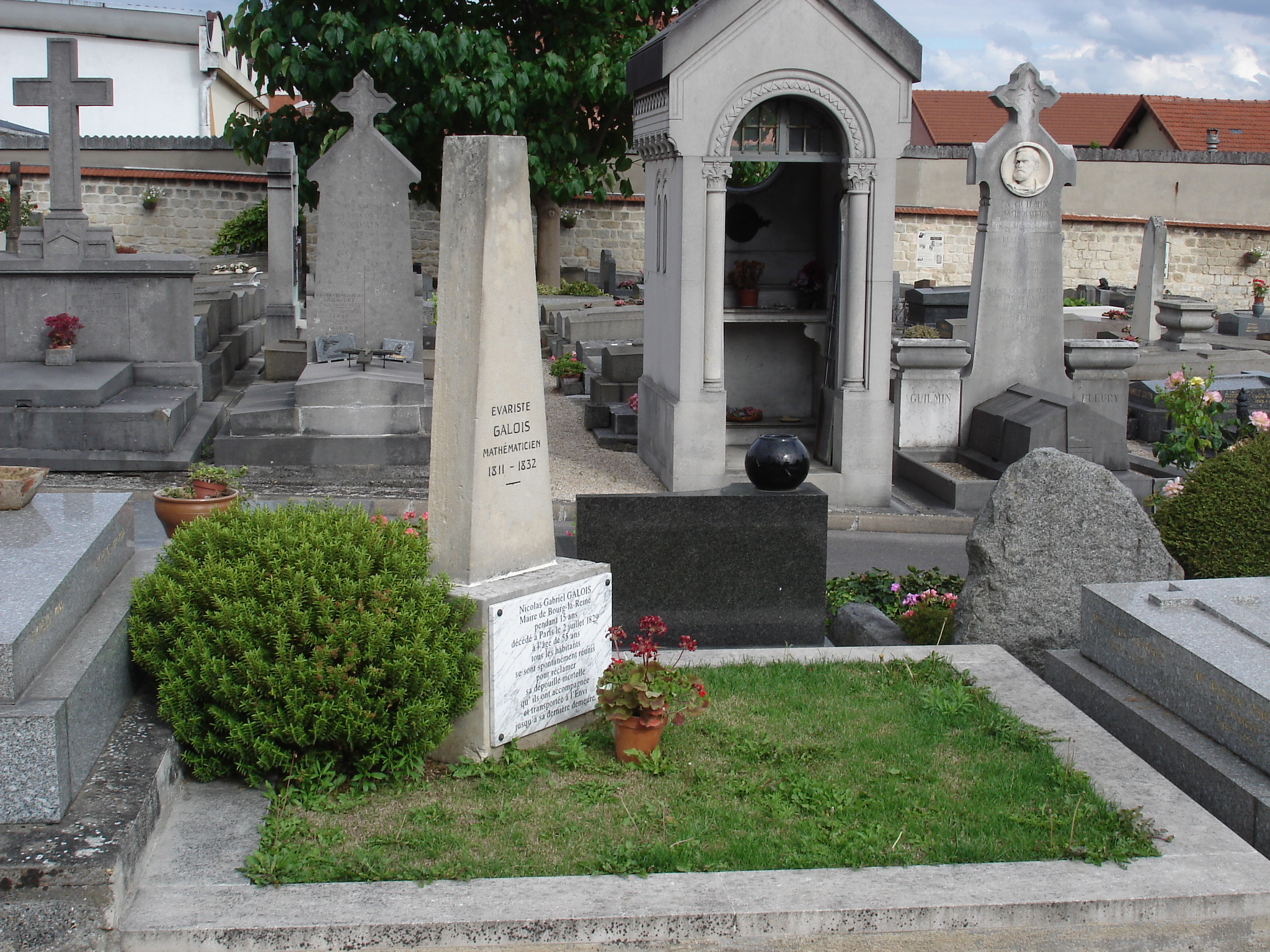
Sepultura de Galois, cemitério de Bourg-la-Reine

## Infância
O interesse de Galois pela política foi inspirado por seu pai, Nicolas Gabriel Galois que, quando Évariste tinha apenas quatro anos de idade, foi eleito prefeito de Bourg-la-Reine. Isto aconteceu durante o retorno triunfante de Napoleão Bonaparte ao poder, um período em que os fortes valores liberais de seu pai estavam de acordo com o clima do país. Nicolas-Gabriel era um homem culto e cortês e durante seu mandato como prefeito conquistou o respeito da comunidade. Mesmo depois que Luís XVIII da França retornou ao poder, ele manteve seu posto. Fora da política, seu maior interesse parece ter sido a composição de versos satíricos que ele lia nas reuniões da cidade, para a alegria de seus eleitores. Muitos anos depois, este seu talento para a sátira levaria à sua queda. 
Com a idade de doze anos, Évariste Galois foi para a escola no Lycée Louis-le-Grand. Era uma instituição de prestígio e muito autoritária. Lá não encontrou nenhum curso de matemática, que representava seu maior interesse. No primeiro período da escola, devido às lutas entre republicanos e monárquicos, a maioria dos estudantes planejou uma rebelião. Uma dúzia de líderes foi expulsa. No dia seguinte foi exigida uma demonstração de fidelidade a Luís XVIII. Muitos se recusaram. Mais de cem foram expulsos. Galois, muito jovem para se envolver na fracassada rebelião, ao ver seus colegas serem humilhados, aumentou suas tendências republicanas.

## Estudos
Diziam seus professores: "este aluno só se preocupa com os altos campos da matemática; a loucura matemática domina este garoto; seria melhor para ele se seus pais o deixassem estudar apenas isto, de outro modo, ele está perdendo tempo aqui e não faz nada senão atormentar seus professores e sofrer castigos". Assim, somente aos 16 anos, pôde fazer seu primeiro curso exclusivo de matemática; passou a negligenciar todas as outras matérias, concentrando-se apenas em sua nova paixão. 
O conhecimento de Galois pela matemática logo superou o de seu professor, seguindo os seus estudos, então, diretamente, dos livros escritos pelos gênios da sua época. Rapidamente, absorveu os conceitos mais modernos e, aos seus 17 anos de idade, publicou seu primeiro trabalho nos Annales de Gergonne. Havia um caminho claro para o jovem prodígio, todavia, seu brilho seria o maior obstáculo ao seu progresso: embora soubesse mais matemática do que seria necessário para passar nas provas do Liceu, as soluções de Galois eram, frequentemente, tão sofisticadas e inovadoras que seus professores não conseguiam julgá-las corretamente. Além disso, Gallois fazia muitos cálculos de cabeça, sem transcrevê-los, deixando os professores frustrados e perplexos. 
Com seu temperamento explosivo e sua precipitação, conquistava a inimizade de seus tutores e de todos os que cruzavam seu caminho. Quando prestou exame para a École Polytechnique, o mais prestigiado colégio de seu país, os seus modos rudes e a falta de explicações na prova oral fizeram com que sua admissão fosse recusada. No entanto, em meio ao desespero da vontade de ingressar naquela instituição — não só por sua excelência como centro acadêmico, mas, outrossim, por sua reputação como um centro do ativismo republicano —, tentou no ano seguinte nela ingressar e, mais uma vez, seus saltos lógicos na prova oral só confundiram o examinador, Monsieur Dinet. Sentindo que estava a ponto de ser reprovado pela segunda vez e frustrado por sua inteligência não estar sendo reconhecida, Gallois perdeu a calma e jogou um apagador em Dinet, acertando-o em cheio. Nunca mais ele voltaria a entrar nas famosas salas da Polytechnique. 
Sem se deixar abalar pelas reprovações, Galois continuou confiante no seu talento matemático. Prosseguiu com suas pesquisas, sendo o seu principal interesse a busca de soluções para certos cálculos polinomiais, como a equação do quarto grau e as equações de quinto grau, um dos grandes desafios de sua época, e cuja obsessão era oriunda do desejo de encontrar um algoritmo que as resolvesse. Ainda aos 17, o garoto fizera progressos suficientes para submeter dois trabalhos de pesquisa à Academia de Ciências, com os quais Cauchy ficou muito impressionado e julgou-o capaz de participar da competição pelo Grande Prêmio de Matemática da Academia; e a que se qualificassem para a competição, ambos os trabalhos teriam que ser reapresentados numa única tese, portanto, Cauchy retornara-os para Galois e aguardou que este se inscrevesse.
Infelizmente, nesta mesma ocasião, em julho de 1829, um novo sacerdote jesuíta chegou ao vilarejo de Bourg-la-Reine — onde o pai de Gallois se mantivera prefeito — e, diante de seu desgosto ante as simpatias republicanas do prefeito, começou uma campanha para o depor. Escreveu uma série de versos vulgares, nos quais ridicularizava membros da comunidade, e assinou-os sob o nome de Nicolas-Gabriel Galois, que não pode suportar a vergonha, o embaraço resultante e, então, suicidou-se. Évariste voltou para assistir ao enterro do pai e viu, pessoalmente, as divisões que o sacerdote tinha criado. Quando o caixão estava sendo baixado à sepultura, tendo os partidários do prefeito percebido aqueles eventos como a trama política que, de fato, havia sido, iniciou-se uma dissensão que se transformou em tumulto e o caixão foi atirado para dentro da cova. Ver o sistema francês humilhar e destruir seu pai consolidou o apoio fervoroso de Gallois para a causa republicana.
De volta a Paris, Galois uniu os seus dois trabalhos num só e enviou-os ao secretário da Academia, Joseph Fourier, bem antes do limite do prazo. Idealmente, Fourier, por sua vez, devia entregá-lo para o comitê de avaliação. O trabalho de Gallois não apresentava uma solução para os problemas do quinto grau, mas oferecia uma visão tão brilhante que muitos matemáticos, incluindo Cauchy, o consideravam como o provável vencedor, entretanto, para espanto das espectativas, o trabalho não ganhara o prêmio e sequer fora oficialmente inscrito. Fourier morrera algumas semanas antes da data da decisão dos juízes, e, embora um maço de trabalhos tivesse sido entregue ao comitê, o de Galois não estava entre eles. O trabalho nunca foi encontrado e a injustiça foi registrada por um jornalista francês. 
Galois achou que seu trabalho fora propositalmente perdido devido às orientações políticas da Academia. Uma crença que foi reforçada no ano seguinte, quando a Academia rejeitou seu manuscrito seguinte, alegando que os argumentos não eram suficientemente claros nem desenvolvidos para que pudessem ser julgados com exatidão. Galois decidiu que havia uma conspiração para excluí-lo da comunidade matemática. Em consequência disso, passou a negligenciar suas pesquisas em favor da luta pela causa republicana. Por essa altura ele era aluno da École Normale Supérieure, onde sua fama como criador de casos estava se tornando mais forte do que sua reputação como matemático, atingindo o auge durante a revolução de julho de 1830, quando Carlos X fugiu da França e as facções políticas lutaram pelo controle nas ruas de Paris. Os alunos foram confinados ao dormitório. Galois foi impedido de lutar com seus companheiros e seu ódio e frustração dobraram quando os republicanos foram derrotados. Na primeira oportunidade, ele publicou um ataque sarcástico contra o diretor do colégio, acusando-o de covardia, do que resultou sua expulsão e extinção da carreira de matemático.

## Anos rebeldes
Em 4 de dezembro de 1830, o gênio contrariado tentou se tornar um rebelde profissional alistando-se na Artilharia da Guarda Nacional. Tratava-se de um ramo de milícia conhecido também como "inimigos do povo". Antes do fim do mês o novo rei, Luís Filipe, ansioso em evitar novas rebeliões, extinguiu a Artilharia da Guarda e Galois se viu desamparado e sem lar. Alguns de seus colegas matemáticos começaram a se preocupar com o seu destino. Sophie Germain, na ocasião uma tímida e idosa representante da Matemática Francesa, expressou suas preocupações ao seu amigo, o conde Guglielmo Libri Carucci dalla Sommaja. "Decididamente havia uma maldição atingindo tudo o que se relaciona com a matemática. A morte de Monsieur Fourier foi o golpe final sobre o estudante Galois, que, apesar de sua impertinência, mostrava sinais de um grande talento. Ele foi expulso da École Normale, estava sem dinheiro, sua mãe também estava pobre e ele continuava com seus insultos. Dizem que ele vai acabar maluco e eu temo que isto seja verdade".
Um fato documentado por Alexandre Dumas. Dumas estava no restaurante Vendanges des Bourgogne quando houve um banquete em homenagem a 19 republicanos acusados de conspiração. "Subitamente, no meio de uma conversa particular que eu estava tendo com a pessoa à minha esquerda, ouvi o nome Luís Filipe seguido de assobios. Virei-me para olhar e presenciei uma cena muito agitada. Um jovem que erguera seu cálice em saudação segurava um punhal e estava tentando se fazer ouvir – era Évariste Galois, um dos mais ardentes republicanos. Tudo que consegui entender foi uma ameaça e o nome de Luís Filipe sendo mencionado: o punhal na mão do rapaz tornava tudo muito claro. Isso estava muito além das minhas opiniões republicanas. Eu e meu amigo pulamos a janela e saímos para o jardim". Estava claro que o episódio teria sérias consequências. Dois ou três dias depois Évariste Galois foi preso. Ficou na prisão de Sainte-Pélagie durante um mês, acusado de ameaçar a vida do rei e levado a julgamento. Embora houvesse pouca dúvida de que Galois fosse culpado, a natureza agitada do banquete significava que ninguém poderia confirmar tê-lo ouvido fazer qualquer ameaça direta. Um júri simpático e a idade do rapaz—ainda com apenas vinte anos – levaram à sua absolvição. Mas no mês seguinte ele foi preso de novo, sentenciado a seis meses de prisão. Embora abstêmio, influenciado pelos malandros que o cercavam, passou a beber. Uma semana depois um franco-atirador, num sótão do lado oposto da prisão, disparou um tiro contra a cela, ferindo um homem que estava ao lado de Galois, que ficou convencido ser a bala a ele destinada, havendo um complô do governo para assassiná-lo. O medo da perseguição política o aterrorizava. O isolamento dos amigos e da família e a rejeição de suas ideias matemáticas o mergulharam num estado de depressão. Bêbado e delirante, ele tentou se matar com uma faca, mas seus colegas republicanos conseguiram dominá-lo e desarmá-lo.

## Uma paixão perigosa
Em março de 1832, um mês antes do final da sentença, irrompeu uma epidemia de cólera em Paris e os prisioneiros de Sainte-Pélagie foram libertados. O que aconteceu com Galois nas semanas seguintes tem motivado muita especulação, mas o que se sabe com certeza é que a tragédia foi o resultado de um romance com uma mulher misteriosa, chamada Stéphanie-Félice Poterine du Motel, filha de um respeitado médico parisiense. Embora ninguém saiba como o caso começou, os detalhes de seu trágico fim estão bem documentados. 
Stephanie já estava comprometida com um cidadão chamado Pescheux d’Herbinville, que descobriu a infidelidade de sua noiva. Furioso e sendo um dos melhores atiradores da França não hesitou em desafiar Galois para um duelo ao raiar do dia. Évarist conhecia a perícia de seu desafiante com a pistola. Na noite anterior ao confronto, que ele acreditava ser a última oportunidade que teria para registrar suas ideias no papel, ele escreveu cartas para os amigos explicando as circunstâncias. 
"Eu peço aos patriotas, meus amigos, que não me censurem por morrer por outro motivo que não pelo meu país. Eu morri vítima de uma infame namoradeira e dos dois idiotas que ela envolveu. Minha vida termina em consequência de uma miserável calúnia. Ah! Por que tenho que morrer por uma coisa tão insignificante e desprezível? Eu peço aos céus que testemunhem que foi apenas pela força e a coação que eu cedi à provocação que tentei evitar por todos os meios". 
Apesar de sua devoção à causa republicana e seu envolvimento romântico, Galois mantivera sua paixão pela matemática. Um de seus maiores temores era de que sua pesquisa, rejeitada pela Academia, se perdesse para sempre. Em uma tentativa desesperada de conseguir reconhecimento, ele trabalhou a noite toda, escrevendo o teorema que, acreditava, explicaria o enigma da equação do quinto grau. As páginas eram, na maior parte, uma transcrição das ideias que ele já enviara a Cauchy e Fourier, mas ocultas em meio à complexa álgebra havia referências ocasionais a "Stéphanie", ou "une femme", e exclamações de desespero – "Eu não tenho tempo, eu não tenho tempo!". No final da noite, quando seus cálculos estavam completos, ele escreveu uma carta explicativa ao seu amigo Auguste Chevalier, irmão de Michel Chevalier pedindo que, caso morresse, aquelas páginas fossem enviadas aos grandes matemáticos da Europa.
"Meu Querido Amigo: Eu fiz algumas novas descobertas em análise. A primeira se refere à teoria das equações do quinto grau e as outras, a funções integrais. Na teoria das equações eu pesquisei as condições para a solução de equações por radicais. Isto me deu a oportunidade de aprofundar esta teoria e descrever todas as transformações possíveis em uma equação, mesmo que ela não seja resolvida pelos radicais. Está tudo aqui nesses três artigos… Em minha vida eu frequentemente me atrevi a apresentar ideias sobre as quais não tinha certeza. Mas tudo que escrevi aqui estava claro em minha mente durante um ano e não seria do meu interesse deixar suspeitas de que anunciei um teorema dos quais não tenho a demonstração completa. Faça um pedido público a Carl Gustav Jakob Jacobi ou Gauss para que dêem suas opiniões, não pela verdade mas devido à importância desses teoremas. Afinal, eu espero que alguns homens achem valioso analisar esta confusão. Um abraço caloroso. E. Galois"

## O duelo
Na manhã seguinte, Quarta-feira, 30 de maio de 1832, num campo isolado, Galois e d’Herbinville se enfrentaram a uma distância de vinte e cinco passos, armados com pistolas. D’Herbinville viera acompanhado de dois assistentes, Évarist Galois estava sozinho. Ele não contara a ninguém sobre seu drama. Um mensageiro que enviara ao seu irmão Alfred, só entregaria a notícia depois do duelo terminado. E as cartas que escrevera na noite anterior só chegariam aos seus amigos vários dias depois. As pistolas erguidas e disparadas. D’Herbinville continuou de pé. Galois foi atingido no estômago. Ficou agonizando no chão. Não havia nenhum cirurgião por perto e o vencedor foi embora calmamente, deixando seu oponente ferido para morrer. Algumas horas depois Alfred chegou ao local e levou seu irmão para o hospital Cochin. Era muito tarde, já ocorrera uma peritonite e no dia seguinte Galois faleceu. Antes de morrer disse para seu irmão: 
"Não chore, preciso de toda a minha coragem para morrer aos vinte anos".
Seu funeral foi quase uma réplica do que acontecera com seu pai. A polícia acreditava que a cerimônia seria o foco de uma manifestação política e prendeu trinta amigos de Galois na noite anterior. Ainda assim, dois mil republicanos se reuniram para o enterro e houve brigas inevitáveis entre os colegas de Galois e os representantes do governo que chegaram para vigiar os acontecimentos. Os colegas de Galois estavam furiosos devido à crença cada vez mais forte de que o noivo traído era um agente do governo e Stéphanie não fora apenas uma mulher volúvel, mas uma sedutora usada para levar Galois a uma armadilha. De qualquer modo, um dos maiores matemáticos do mundo morrera com a idade de vinte anos, tendo estudado matemática por apenas cinco anos.

## Reconhecimento
Passou-se uma década antes que os trabalhos de Galois fossem reconhecidos. Uma cópia chegou às mãos de Joseph Liouville em 1846. Liouville reconheceu a centelha do gênio naqueles cálculos e passou meses tentando interpretar seu significado. Finalmente ele editou os artigos e os publicou no prestigioso Journal de Mathématiques Pures et Appliquées. A resposta dos outros matemáticos foi imediata e impressionante. Galois tinha de fato formulado uma completa explicação de como se poderia obter soluções para equações do quinto grau. Primeiro ele classificara todas as equações em dois tipos: que podiam ser solucionadas e as que não podiam. Então, para aquelas que eram solucionáveis, ele deduziu uma fórmula para encontrar as soluções das equações. Além disso, Galois examinou as equações de grau mais alto do que cinco, aquelas que continham {\displaystyle x^{6}}, {\displaystyle x^{7}} e assim por diante, podendo identificar as que tinham soluções. Era uma das obras-primas da matemática do século XIX, criada por um de seus mais trágicos heróis.